# Don't Shoot the Messenger
Don't Shoot the Messenger è un EP del progetto musicale statunitense Puscifer, pubblicato nel 2007.

## Tracce
1. Trekka (Sean Beavan Mix) – 4:47
2. REV 22:20 – 4:39
3. The Undertaker (Renholdër Mix) – 3:55
4. REV 22:20 (4:20 Mix) – 4:47